# Comuna Berejînka
Berejînka (în ucraineană Бережинка) este o comună în raionul Kropîvnîțkîi, regiunea Kirovohrad, Ucraina, formată din satele Berejînka (reședința), Makove și Verhivți.

## Demografie
Componența lingvistică a comunei Berejînka
     Ucraineană (92,81%)
     Rusă (6,49%)
     Alte limbi (0,7%)
Conform recensământului din 2001, majoritatea populației comunei Berejînka era vorbitoare de ucraineană (92,81%), existând în minoritate și vorbitori de rusă (6,49%).